# Cazouls-d'Hérault
Cazouls-d'Hérault är en kommun i departementet Hérault i regionen Occitanien i södra Frankrike. Kommunen ligger i kantonen Montagnac som tillhör arrondissementet Béziers. År 2022 hade Cazouls-d'Hérault 413 invånare.

## Befolkningsutveckling
Antalet invånare i kommunen Cazouls-d'Hérault
Referens:INSEE